# Кочо Китановски
Кочо Китановски (на македонска литературна норма: Кочо Китановски) е инженер от Социалистическа република Македония.

## Биография
Роден е на 12 януари 1927 година в град Прилеп. През 1963 г. е назначен за републикански секретар за транспорт и връзки.
Умира на 27 декември 1994 г.